# Janelle Marra
Pour les articles homonymes, voir Janelle et Marra.
Janelle Marra est une actrice américaine, née le 27 avril 1979 dans le Comté de Kern en Californie.

## Filmographie
- 2002 : Business Unusual (court métrage) : Lana
- 2003 : Dragnet (série télévisée) : Amy
- 2005 : The Man Who Couldn't : Hope Crowley
- 2005 : NIH : Alertes médicales (Medical Investigation) (série télévisée) : Didi Lomax
- 2004-2005 : Scrubs (série télévisée) : Sheila, l'infirmière (2 épisodes)
- 2005 : The Shield (série télévisée) : Eliza
- 2005 : Mr. et Mrs. Smith : la troisième femme
- 2006 : Charmed (série télévisée) : Phoenix
- 2006 : If You Lived Here, You'd Be Home Now (téléfilm) : Summer
- 2006 : Les Experts (CSI: Crime Scene Investigation) (série télévisée) : Candice White
- 2006 : Best Men (court métrage) : la femme à la soirée de mariage
- 2007 : Dirt (série télévisée) : Varsha
- 2007 : Urgences (ER) (série télévisée) : Heather Tartaglia
- 2007 : ELI (court métrage) : Angel
- 2007 : Go Ride Your Bicycle (court métrage) : la femme qui prend un bain de soleil
- 2007 : Moonlight (série télévisée) : Marissa
- 2007 : A Horror Movie: Starring Smart People (court métrage) : Nancy
- 2007 : Retour à Lincoln Heights (série télévisée) : Greta, la paramedicale (3 épisodes)
- 2009 : Fuel : Gina
- 2010 : Tales of an Ancient Empire : Rajan
- 2011 : 2 Broke Girls (série télévisée) : la femme en couple
- 2011 : N.Y.P.D.M. (série télévisée) : Andersen (8 épisodes)
- 2011 : Uncharted Waters (court métrage) : Nikki
- 2012 : B Positive (court métrage) : la petite amie
- 2012 : Southland (série télévisée) : Yazmin
- 2012 : Swerve (vidéo) : Pax
- 2012 : Femme Fatales (série télévisée) : Gloria
- 2012 : The Big Bang Theory (série télévisée) : Claire
- 2013 : Modern Family (série télévisée) : Valerie
- 2013 : The Client List (série télévisée) : la danseuse
- 2013 : Franklin and Bash (série télévisée) : Katherine Testino
- 2014 : Reckless (série télévisée) : Rosa Hamilton
- 2015 : The Mentalist (série télévisée, Episode 07×07) : Vicki Shell
- 2015 : Pass the Light : Patricia
- 2015 : Nicky, Ricky, Dicky et Dawn (série télévisée) : Bonnie Milbank
- 2015 : Bones (série télévisée, Episode 10×15) : Gold Digger
- 2015 : Los Niños Sicarios (court métrage) : Amanda
- 2016 : Broken Vows : la serveuse